# Autoestrada A14
La Autoestrada A14 (o A14) è un'autostrada portoghese. Essa parte da Figueira da Foz, fino ad arrivare a Coimbra, per un totale di 40 km.

## Percorso
|      |                        |        |                |  |  |
| Tipo | Indicazione            | Uscita | Strada europea |  |  |
|      | Figueira da Foz        |        |                |  |  |
|      | Figueira da Foz        | 1      |                |  |  |
|      | Figueira da Foz Este   | 2      |                |  |  |
|      | Vila Verde             | 3      |                |  |  |
|      | Maiorca                | 3a     |                |  |  |
|      | Montemor-o-Velho Oeste | 4      |                |  |  |
|      | Barriera Santa Eulália |        |                |  |  |
|      | Montemor-o-Velho Este  | 5      |                |  |  |
|      | Arazede                | 6      |                |  |  |
|      | Area di servizio       |        |                |  |  |
|      | Ançã                   | 7      |                |  |  |
|      | Coimbra Norte          | 8      |                |  |  |
|      | Barriera Coimbra Norte |        |                |  |  |
|      | Antuzede               | 9      |                |  |  |
|      | Trouxemil              | 10     |                |  |  |